# Burbank (Ohio)
Burbank – wieś w USA, w stanie Ohio, w hrabstwie Wayne.
Liczba mieszkańców w 2000 roku wynosiła 279.